# Kong Yiji
Kong Yiji (chinesisch 孔乙己, Pinyin Kǒng Yǐjǐ) ist eine Kurzgeschichte, die der Schriftsteller Lu Xun März 1919 zur Zeit der Bewegung des vierten Mai in China veröffentlichte, und die den Status der konfuzianischen Beamtengelehrten in der Gesellschaft vor den gesellschaftlichen Veränderungen zu dieser Zeit neu definiert und in Frage stellt.

## Neubestimmung des Status der konfuzianischen Beamtengelehrten
Zur Zeit der Entstehung der Kurzgeschichte war die chinesische Gesellschaft gerade im Wandel begriffen: 1905 war das Beamtenprüfungssystem abgeschafft worden, mit dem die Staatsbeamten für die Verwaltung der Qing-Dynastie rekrutiert wurden, und 1911 war es zum Sturz der Qing-Dynastie gekommen, indem sich die bereits 1909 gewählten Provinzversammlungen von Peking unabhängig erklärten.
Die Kurzgeschichte wird aus der Perspektive eines Jungen beschrieben. Dieser erinnert sich im Erwachsenenalter an seine Arbeit in einer Schenke zurück, in der er den Wein für die Gäste wärmte, und insbesondere an einen Gast, der klassische Erziehung genossen hat und sich auch am Prüfungssystem für Staatsbeamte in konfuzianischer Ethik versucht hat, und, so die Perspektive des Gelehrten, beim Reden immer unverständliche Floskeln aus den alten Klassikern verwendete, die sowieso niemand verstand.
Aus der Perspektive des Jungen wird unverhüllt dargestellt, dass das damals so hoch angesehene Bildungsgut praktisch keine erachtenswerte Funktion mehr erfüllte. So meint der Gehilfe bei einer Unterhaltung mit diesem Gast nur kurz angebunden, das Schriftzeichen für „Anis“ pflege sein Arbeitgeber in der Buchhaltung gar nicht zu führen, weshalb er es gar nicht schreiben zu können brauche, der Gelehrte aber möchte in seinem Übereifer unangemessenerweise gleich noch vier weitere Schreibungen für das Schriftzeichen „zurückkommen“, das in einer Version Bestandteil des Zeichens für Anis ist, vorführen.
Als einige Kinder von der Straße in die Schenke kommen und von dem Teller des Gelehrten mit gewürzten Bohnen essen, stößt dieser für die einfache Bevölkerung unverständlich gewordene Aussagen aus, die mit Wörtern aus den Klassikern gespickt sind, womit er die Kinder ungeheuer beeindruckt. Inhaltlich sagt er jedoch lediglich aus, dass sie ihm noch etwas übrig lassen sollen. Damit soll entlarvt werden, dass hinter der Bildung in konfuzianischen Klassikern gar keine hochtrabenden philosophischen Erkenntnisse stecken müssen.

## Die Figur Kong Yiji
Doch unabhängig davon, dass unverhohlen dargestellt wird, dass der Status der konfuzianischen Beamtengelehrten nicht mehr derselbe ist wie zur Zeit der Qing-Dynastie, weckt der Autor doch gerade das Mitleid des Lesers damit, dass er als Protagonisten einen erfolglosen Gelehrten aufgreift – und die Zuschauer in der Weinschenke, die beständig über den heruntergekommenen Gelehrten spotten.
Der klassisch ausgebildete Gast trägt zwar ein langes Gewand, das ihn als konfuzianischen Gelehrten auszeichnet, hält sich aber beständig bei den Kurzgewandeten auf. Dort sei sein Betragen immer vorbildlich gewesen, wird erzählt. Möglicherweise erhofft er sich an diesem Ort einen Platz, wo er Ansehen erwerben kann, denn trotz einer gewissen Erziehung habe er es nicht geschafft, einen halben Xiucai zu erwerben, und ist faul und versoffen. Er selbst hält seinen Ruf für makellos, doch die Besucher der Weinschenke weisen ihn freiheraus darauf hin, dass er ja doch wieder Bücher gestohlen habe. Er dient den Besuchern der Weinschenke fortwährend als Belustigungsobjekt und wird von ihnen „Kong Yiji“ genannt, denn er heißt mit Nachnamen Kong wie auch Meister Kong (Konfuzius), der Begründer des Konfuzianismus. Der Name „Kong Yiji“, den Lu Xun auch als Titel der Geschichte wählte, soll eine Abkürzung und Abänderung der Parole „Shanggu daren Kong shi yi ren er yi“ (上古大人孔氏一人而已， „Konfuzius ist ein bedeutender Mensch der Antike“) sein, wird in diesem Zusammenhang aber nur ironisch verwendet als Anspielung auf etwas, das völlig unverständlich klingt und gespickt ist mit bedeutungslosen klassischen grammatischen Partikeln.
Der Autor lässt die Figur Kong Yiji weitere Schicksalsschläge erfahren, insbesondere taucht er eines Tages mit gebrochenen Beinen, sich in einem Bastkorb auf den Händen voranschleppend in der Schenke auf, und dann gar nicht mehr. Schankwirt, Gehilfe und Besucher der Schenke sind andererseits nicht in der Lage, dem Leidenden soziale Unterstützung zu bieten, geschweige denn Mitleid für ihn zu empfinden. Die Schadenfreude und der Hohn gegenüber Kong Yiji und seinem Schicksal bleiben unverändert, und selbst als anzunehmen ist, dass Kong Yiji umgekommen ist, wird auch dies nur konstatierend festgestellt.

## Absicht des Autors und gesellschaftliche Bedeutung in China
Der Leser ist sich bei der Rezeption der Kurzgeschichte beständig im Unklaren darüber, ob er für die Figur Kong Yiji Partei ergreifen soll oder nicht, ob sich die Geschichte gegen die konfuzianischen Beamtengelehrten richtet, die ja doch gar nichts können, faul seien und hohle Phrasen von sich geben, oder ob diese hingegen gerade die Opfer der gesellschaftlichen Umstände sind und deshalb Mitleid verdienten. Eben gerade auch die Widersprüchlichkeit zwischen „gut“ und „böse“ eines Charakters aufzuzeigen, war eine Neuerung in der chinesischen Literatur, und den Schriftstellern der Bewegung des vierten Mai ein wichtiges Anliegen.
Lu Xun selbst äußert sich zu seiner Absicht bei der Schaffung der Kurzgeschichte, er wollte „die kühle Verachtung der einfachen Bevölkerung gegenüber einem armen Mann beschreiben“. Ein Blick auf Lu Xuns Biographie eröffnet den Blick für die Solidarität, die Lu Xun trotz seiner antikonfuzianistischen Einstellung mit den Werten eines vergangenen Lebensabschnittes empfindet – Lu Xuns Vater sowie Lu Xun selbst genossen noch klassische Erziehung.
Die Kurzgeschichte gehört seit 1993 zum Basislehrmaterial für Sinologiestudenten in China, die das Hong Kong Certificate of Education Examination, HKCEE, bestehen wollen.
Seit einiger Zeit gibt es in China das Problem einer hohen Jugendarbeitslosigkeit insbesondere bei Akademikern. Da hat sich der Roman zu einem beliebten Symbol entwickelt, um die chinesische Zensur des Themas zu umgehen.